# Oak Hills (Pennsilvània)
Oak Hills és una concentració de població designada pel cens dels Estats Units a l'estat de Pennsilvània. Segons el cens del 2000 tenia 2.335 habitants.

## Demografia
Segons el cens del 2000, Oak Hills tenia 2.335 habitants, 948 habitatges, i 663 famílies. La densitat de població era de 279,1 habitants/km².
Dels 948 habitatges en un 33,2% hi vivien nens de menys de 18 anys, en un 57% hi vivien parelles casades, en un 10% dones solteres, i en un 30% no eren unitats familiars. En el 26,2% dels habitatges hi vivien persones soles el 9,2% de les quals corresponia a persones de 65 anys o més que vivien soles. El nombre mitjà de persones vivint en cada habitatge era de 2,46 i el nombre mitjà de persones que vivien en cada família era de 2,98.
Per edats la població es repartia de la següent manera: un 25% tenia menys de 18 anys, un 7,2% entre 18 i 24, un 26,1% entre 25 i 44, un 27,2% de 45 a 60 i un 14,6% 65 anys o més.
L'edat mediana era de 40 anys. Per cada 100 dones de 18 o més anys hi havia 88 homes.
La renda mediana per habitatge era de 46.078 $ i la renda mediana per família de 56.447 $. Els homes tenien una renda mediana de 52.500 $ mentre que les dones 32.083 $. La renda per capita de la població era de 22.106 $. Entorn del 6,3% de les famílies i el 10% de la població estaven per davall del llindar de pobresa.

## Poblacions més properes
El següent diagrama mostra les poblacions més properes.